# Émine
Die Émine, im italienischen Sprachraum die Emina, in der Deutschschweiz das Immi, ist ein früheres Getreidemaß, das in Frankreich, in der Schweiz sowie im Piemont und auf Sardinien verwendet wurde. Der Begriff leitet sich über das Lateinische vom griechischen hemina ab. In Frankreich entsprach eine Émine 20 bis 47,607 Litern, im Piemont 23,006 Litern. Das Schweizer Immi bemaß sich auf rund 1,5 Liter und entsprach dem vierten Teil einer Maß; ab 1838 entsprachen gemäß dem Konkordat von 1835 100 Immi einem Malter.
- Neuenburg 1 Émine  = 8 Pot = 15,234 Liter[2]
- Marseille 1 Émine = 1943 Pariser  Kubikzoll (= 38,541 Liter)[3]
- Toulon 1 Émine = 5157 Pariser  Kubikzoll (= 102,294 Liter)
- Turin 1 Émine = 1159 Pariser  Kubikzoll (= 22,989 Liter)
- Waadt 1 Immi = 68 Pariser  Kubikzoll (= 1,348 Liter)
- Novara 1 Émine = ⅛ Sacco = 15,81 Liter[4]
- Sardinien 1 Émine = 1/5 Sacco = 8 Coppi = 192 Cucchiari = 23,01 Liter[5][6]
- 1 Sacco = 5 Emine = 5798,83 Pariser Kubikzoll = 115,02 Liter[7]

Daneben war das Immi in Teilen der Deutschschweiz auch ein Flächenmaß (im Kanton Bern etwa 33 Quadratmeter bzw. 0,3 Ar entsprechend) sowie eine Marktabgabe von Getreide.